# Acacia redolens
Acacia redolens é uma espécie de leguminosa do gênero Acacia, pertencente à família Fabaceae.